# جلد الأفعى
جلد الأفعى/الثعبان أو خرشاء الأفعى/الثعبانيشير إلى جلد الأفعى الحية، أو إلى الجلد المتساقط بعد انسلاخه، أو إلى نوع من الجلد يُصنع من إهاب الثعبان الميت. يمكن أن يتنوع جلد الثعبان وقشوره في أنماط وتكوينات لونية مختلفة، مما يوفر له الحماية من الحيوانات المفترسة عن طريق التمويه.يتحدد لون هذه القشور وتألقها بشكل كبير بنوع وكمية الكروماتوفورات الموجودة في أدمة جلد الثعبان.كما يُعد جلد الثعبان وقشوره سمة مهمة لحركته، حيث يوفر الحماية ويقلل الاحتكاك عند الانزلاق على الأسطح.

## معرض الصور

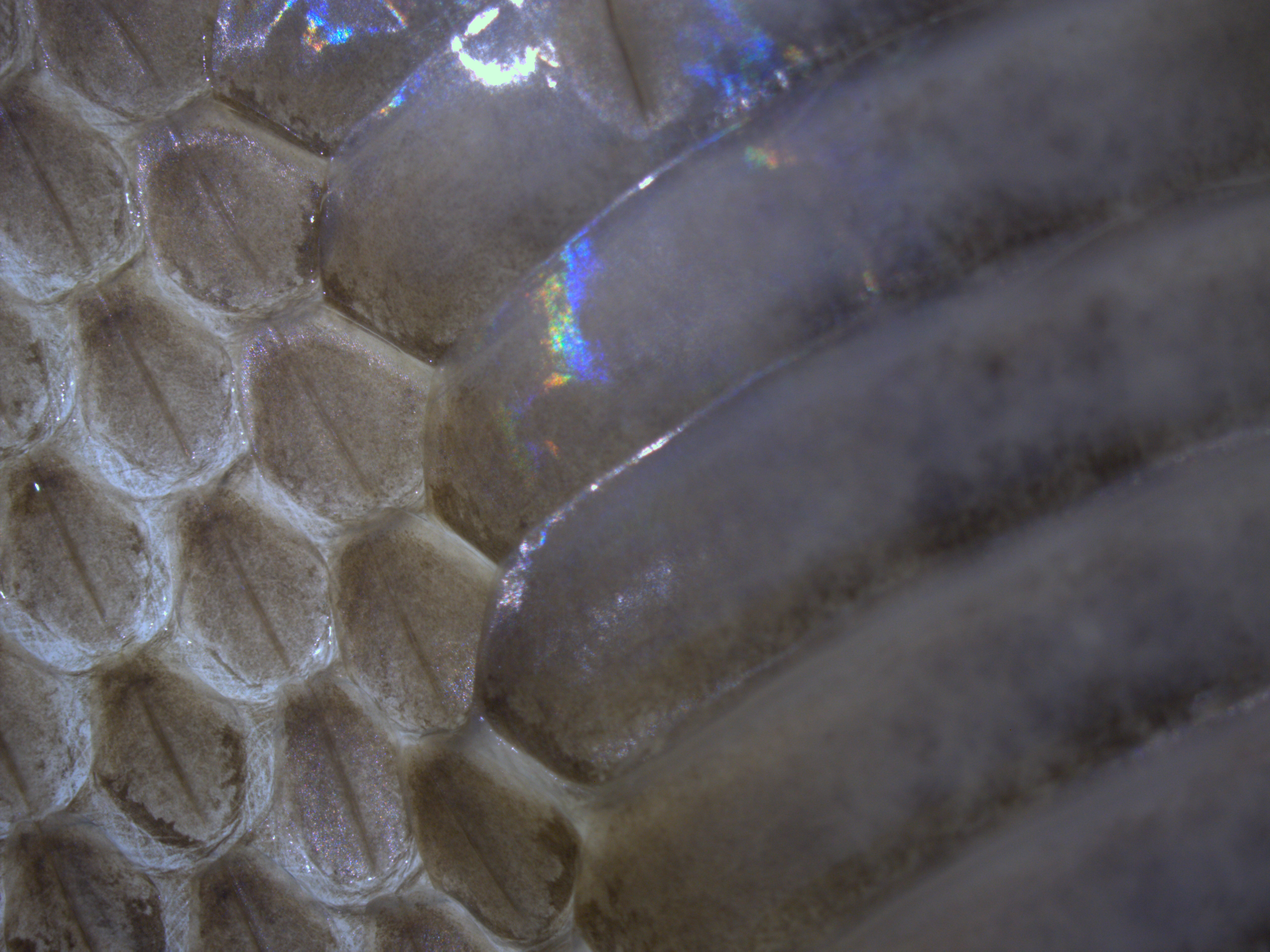

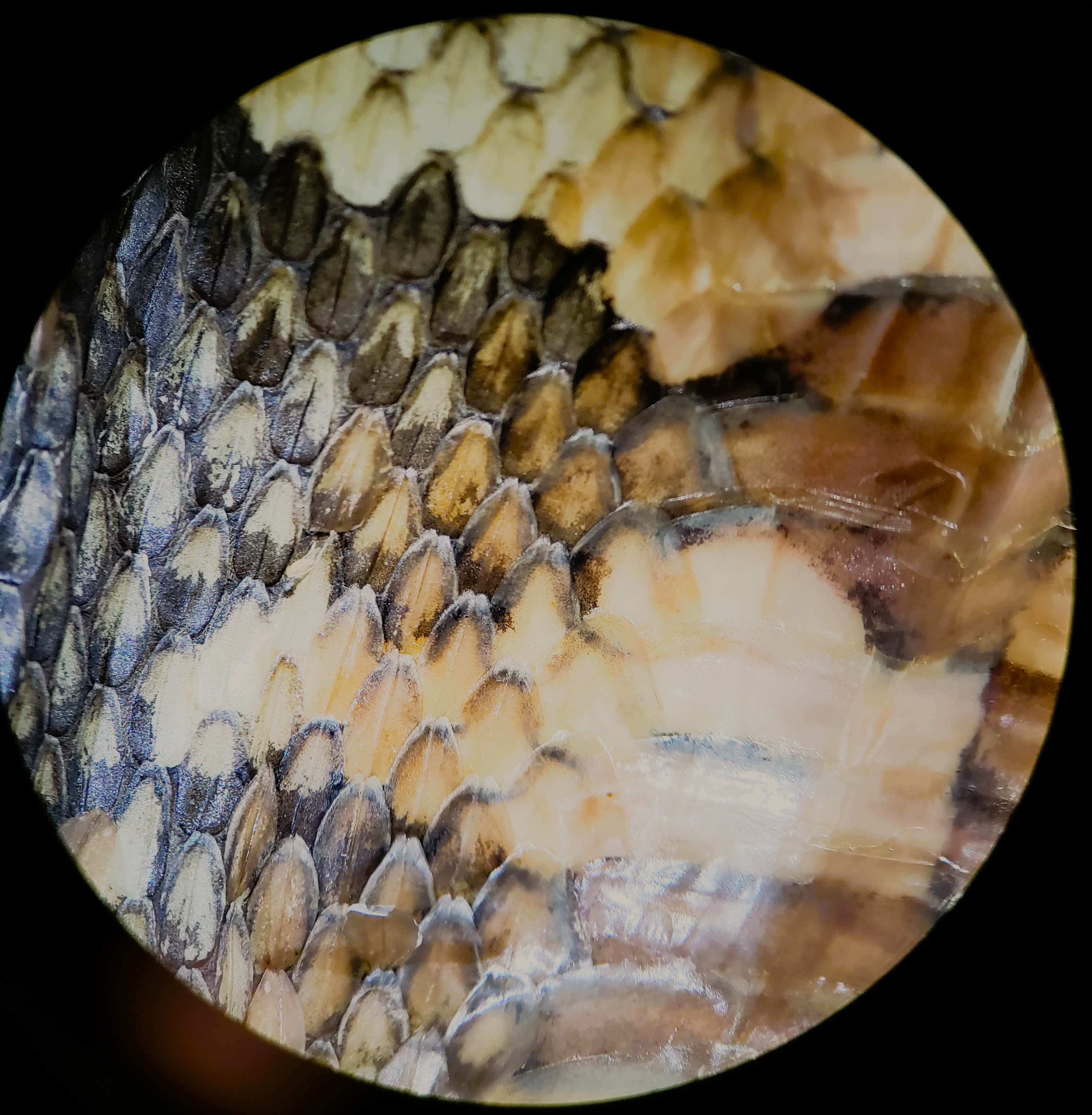

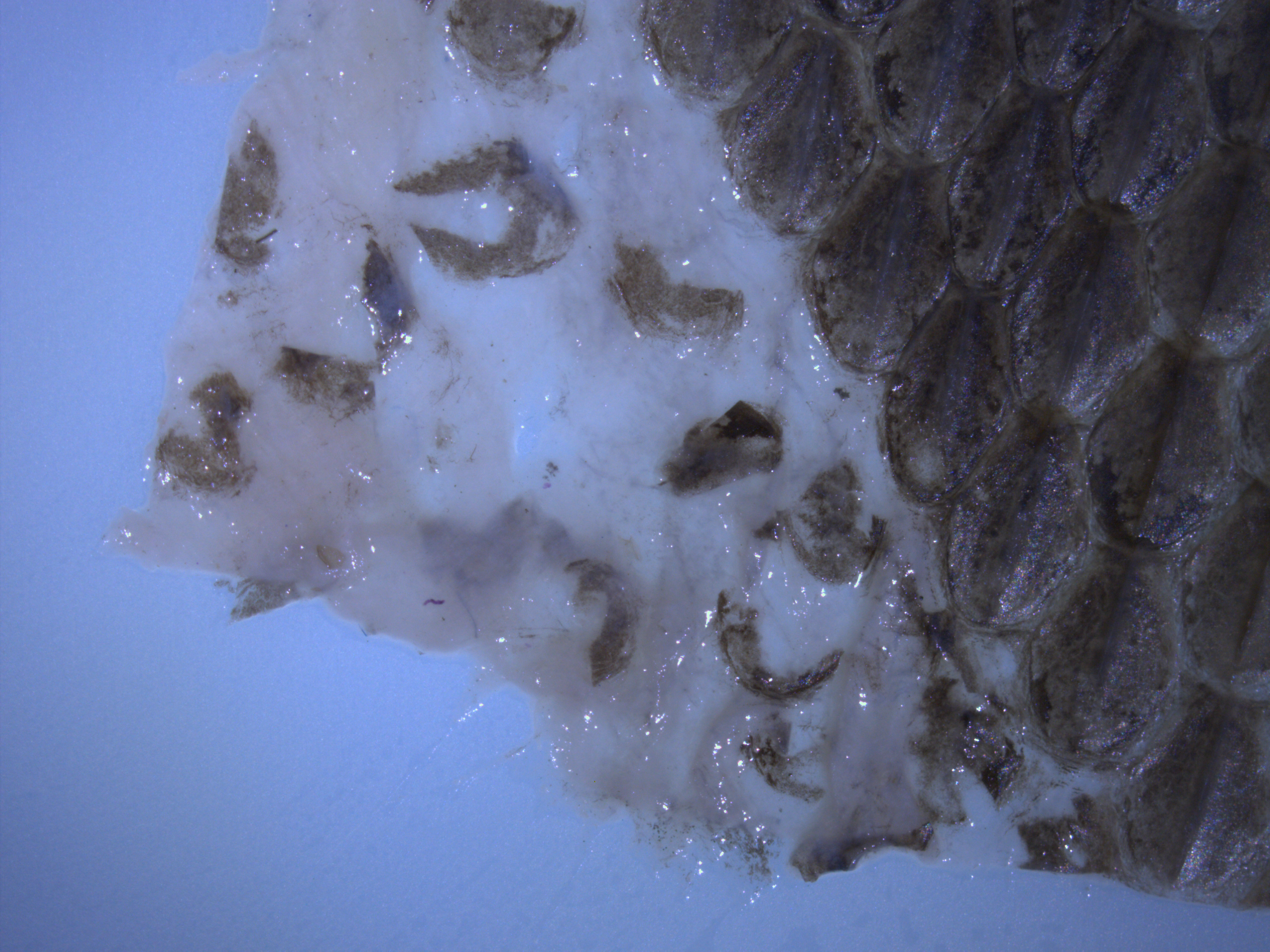

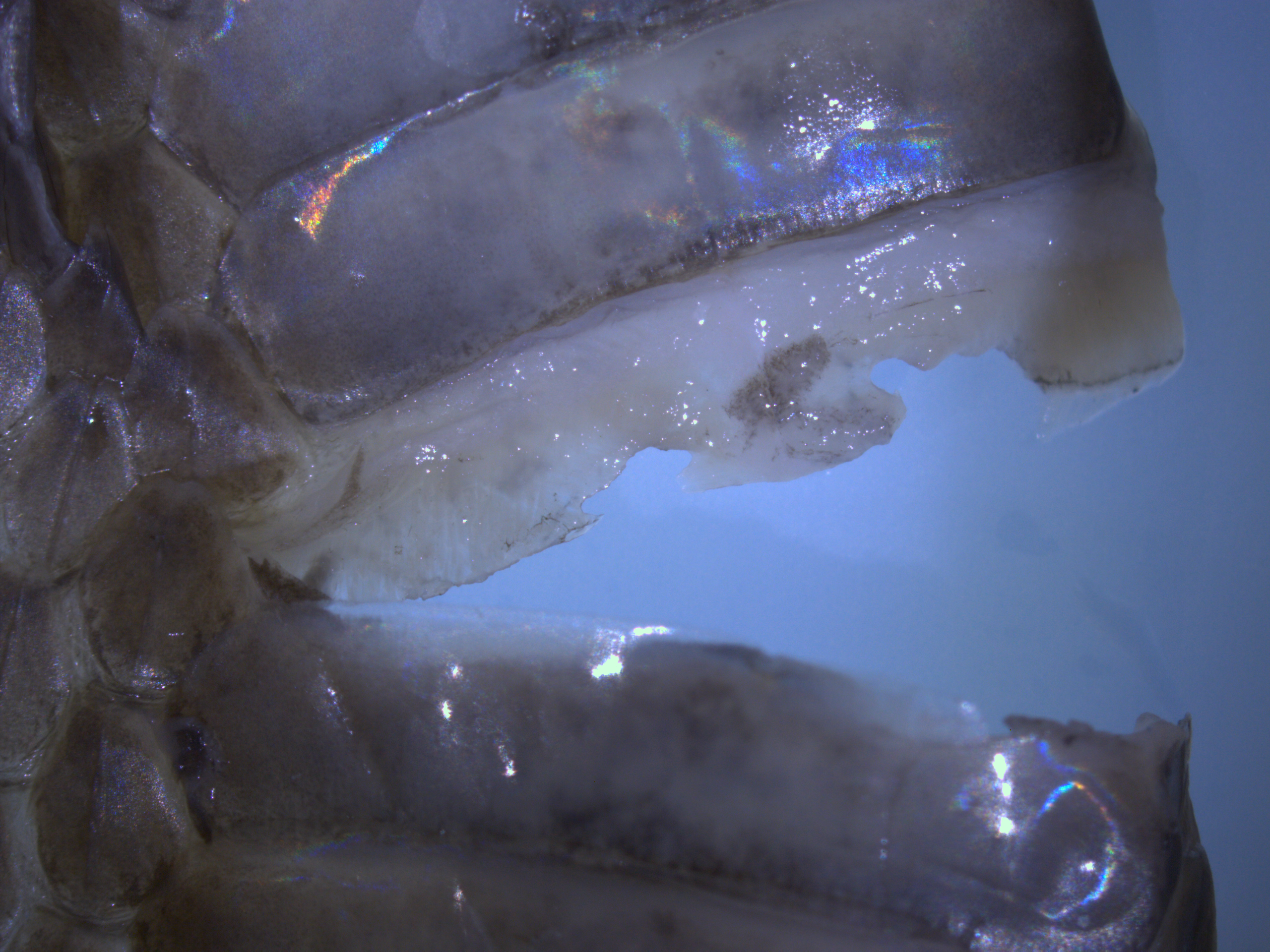

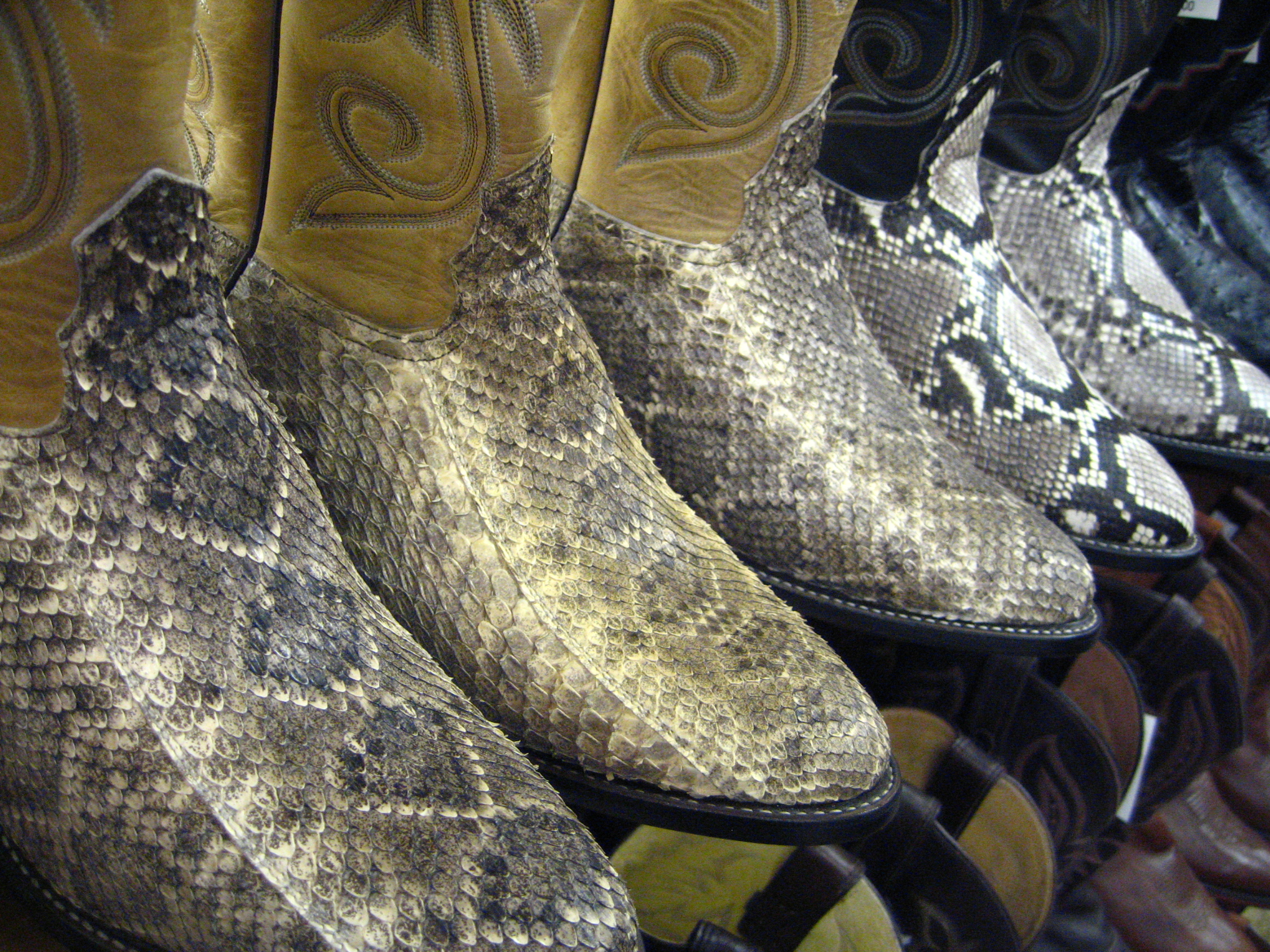
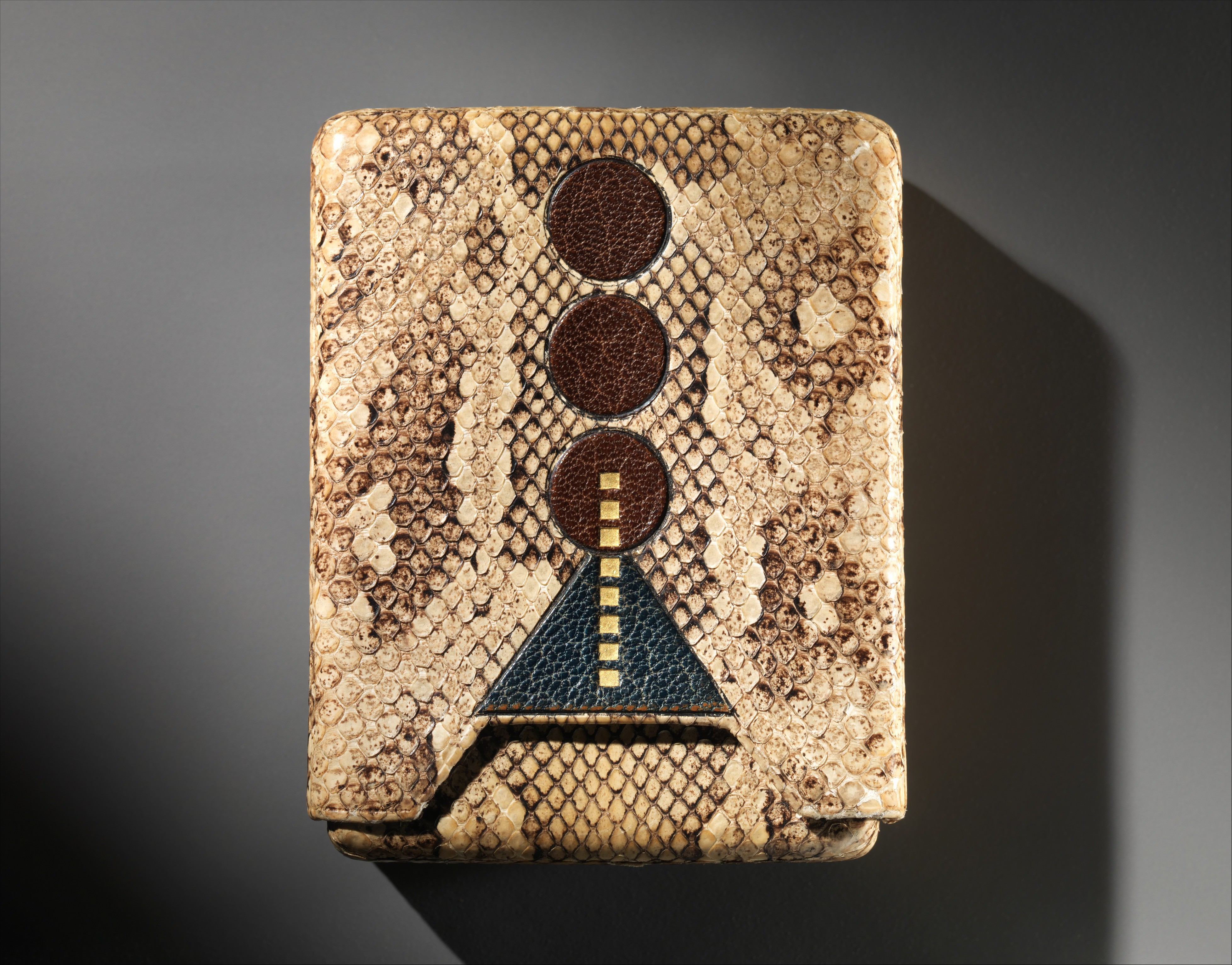
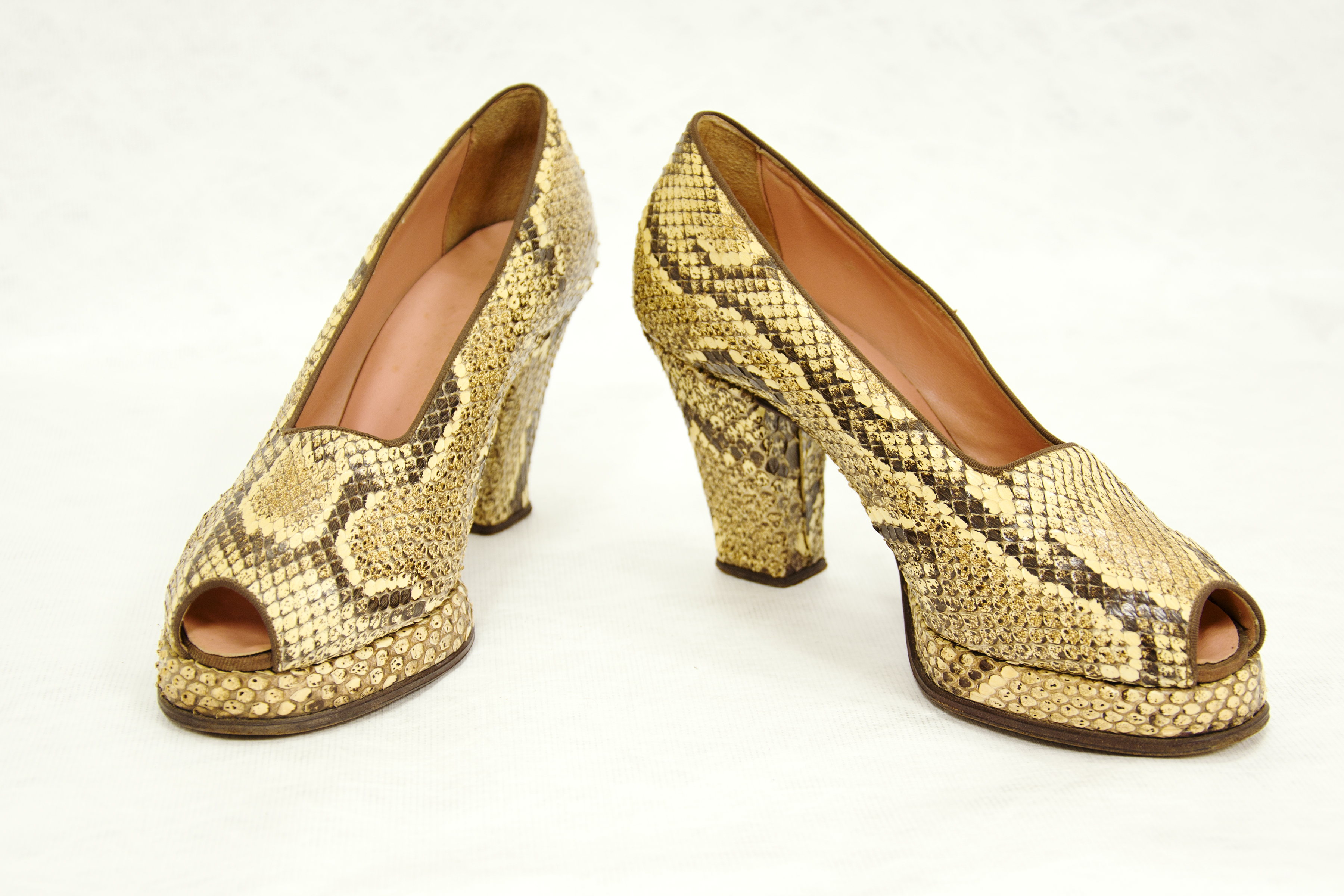
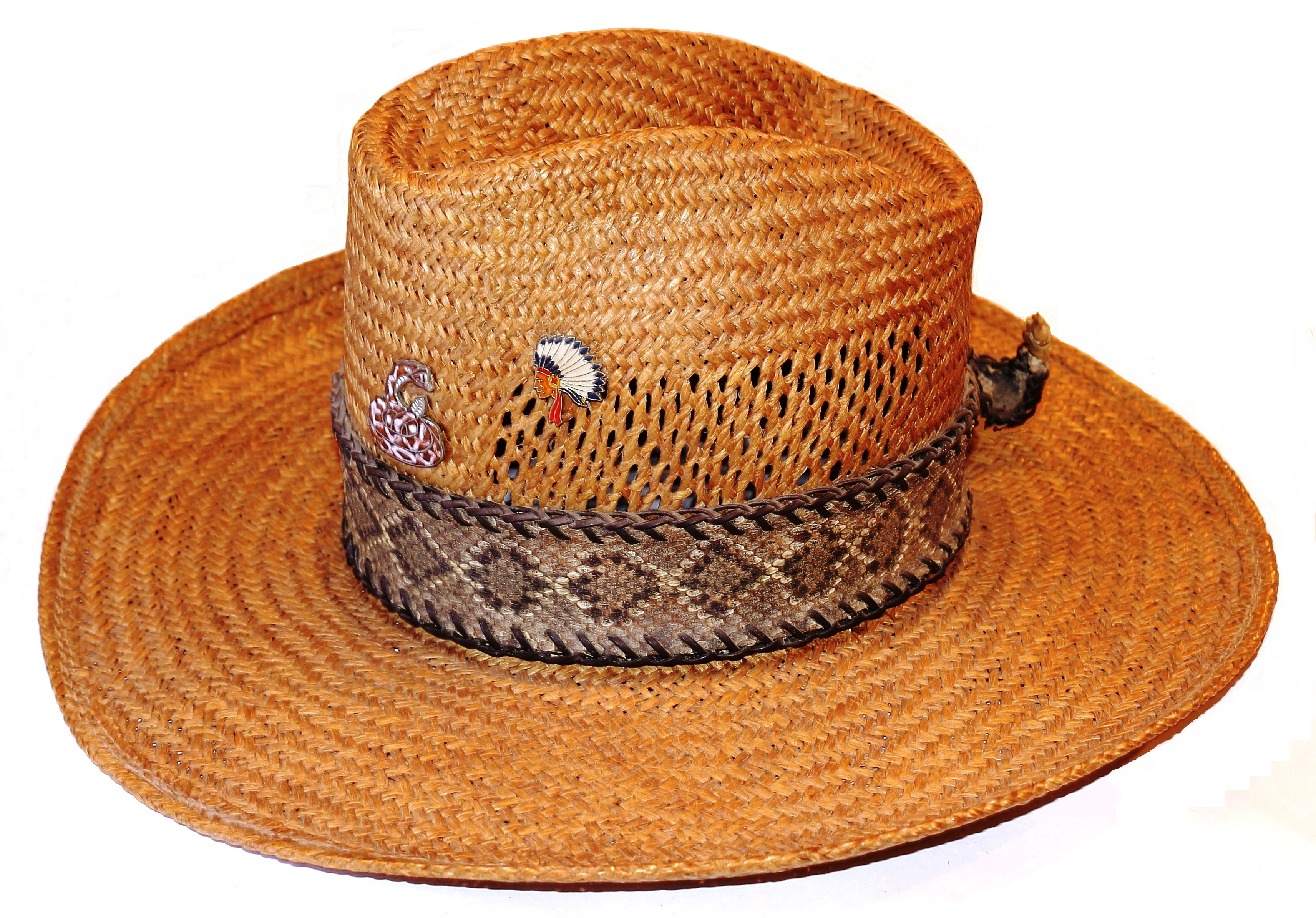
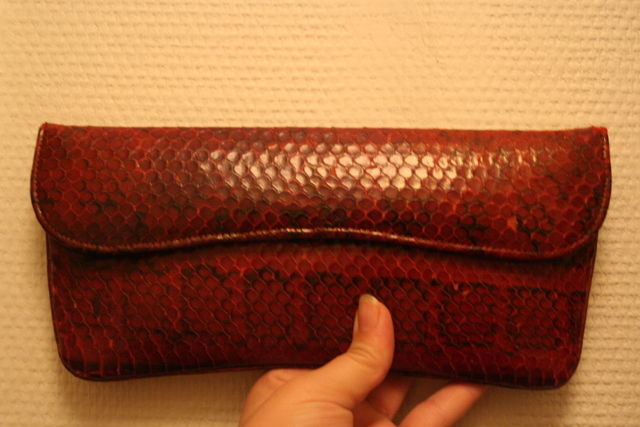
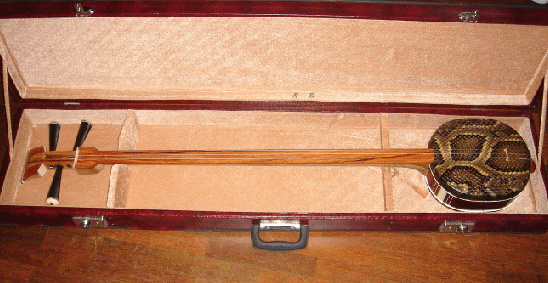